# Iványi Dalma
Iványi Dalma (Békéscsaba, 1976. március 18. –) 10-szeres bajnok, 134-szeres magyar válogatott egykori kosárlabdázó, a magyar kosárlabda halhatatlanja, a MiZo Pécsi VSK majd a PINKK-Pécsi 424 legendás irányítója és csapatkapitánya, az első magyar WNBA-játékos.

## Pályafutása

### Klubcsapatai
A 175 cm magas játékos fiatal korában a Mezőberény csapatában játszott, majd 14 évesen bemutatkozott a Kecskeméti SC színeiben az első osztályban. 1994-ben, érettségi után igazolt a PVSK csapatához, ahol első évében bajnoki címet nyert, a döntő utolsó mérkőzésén 22 pontot dobva. Ebben a tanévben a JPTE-n tanult, majd ösztöndíjasként 4 évet töltött Miamiban marketing szakon. Közben játszott a főiskolai csapatban is, ahonnan a magyar bajnokság rájátszásaira rendre hazautazott a PVSK-hoz. Az egyetem befejezése után a PVSK irányítója és csapatkapitánya lett annak megszűntéig, ahol összesen 9 bajnoki címet szerzett.
1999-ben ő lett az első magyar női kosárlabdázó (Nagy Andrea mellett), aki bemutatkozott a WNBA-ben, összesen 5 szezont játszott nyaranta. 2010-ben aláírt az Atlanta csapatához, ahol azonban nem lépett pályára.
A 2011-es bajnoki döntő után szülési szabadságra vonult, a 2011–12-es bajnokság alatt a csapat többségi tulajdonosaként dolgozott, annak megszűntéig.
2012 őszén a török Botaşspor Adana csapatához szerződött, de első tétmérkőzése előtt szerződést bontottak, és hazatért a PINKK-Pécsi 424 csapatába. 2014-ben, a magyar bajnok PINKK-Pécsi 424 csapatkapitányaként vonult vissza.

### Válogatott
Az összes korosztályos válogatott tagja volt, legnagyobb sikere az U18-as válogatottal az Európa-bajnokságon elért harmadik hely.
1995 és 2007 között a felnőtt válogatott tagja volt, melyben négy alkalommal (1995, 1997, 2001, 2003) játszott az Európa-bajnokságon és egyszer az 1998-as női kosárlabda-világbajnokságon is.

### Eredményei
- Tízszeres magyar bajnok (1995, 1998, 2000, 2001, 2003, 2004, 2005, 2006, 2010, 2014)
- Tizenegyszeres kupagyőztes (1997, 1998, 1999, 2000, 2001, 2002, 2003, 2005, 2006, 2009, 2010)
- Kétszeres Euroliga-bronzérmes (2001, 2004)
- Háromszor tagja az Euroliga All-Star európai válogatottjának (2006, 2007, 2008).[7]

2010-ben az Euroligában tripla-duplát ért el a Wisła Can-Pack ellen (24 pont, 11 lepattanó, 10 gólpassz), amivel a hét játékosa lett.

### Euroliga-statisztikák
- Négy alkalommal (2005, 2008, 2009, 2011) az Euroliga legjobb gólpassz-adója
- Három alkalommal (2002, 2004, 2007) az Euroliga legjobb labdaszerzője
- Egy alkalommal (2008) az Euroliga legjobb százalékkal büntetőző játékosa

## Visszavonulása után
Játékos-pályafutását követően sportvezetőként dolgozott a PINKK-Pécsi 424 csapatánál. 2017-ben a női felnőtt válogatott edzői stábjának tagja lett. A PVSK utánpótláscsapatainál edzőként dolgozott, 2019-től az akadémia szakmai igazgatója volt. 2020. július 1-jétől 2022 júniusáig az UNI Győr vezetőedzője volt. 2022 júniusától az NKA Universitas Pécs másodedzője.

## Magánélete
Férje a bolgár származású Dobrin Petrov, egy fiú (2011) és egy lány (2015) édesanyja.

## Díjai, elismerései
- Az év magyar kosárlabdázója (2001, 2003, 2004, 2006, 2007, 2014[16])
- Tüke Emlékérem (2018)